# Simone Berriau
Simone Berriau (Touques, 21 de julio de 1896-París, 26 de febrero de 1984) fue una actriz, cantante y directora teatral de nacionalidad francesa.

## Biografía
Su verdadero nombre era Simone Blanche Eugénie Bossis, y nació en Touques, Francia. Pasó su infancia en Machecoul, donde una sala de teatro lleva su nombre. A los quince años de edad fue a Marruecos en compañía del hijo de un hacendado, pero se casó finalmente con el coronel Henri Berriau, brazo derecho de Louis Hubert Lyautey. Él murió en 1918, y del matrimonio nació una hija, Henriette, que se hizo actriz bajo el nombre artístico de Héléna Bossis antes de tomar la dirección del teatro de su madre tras la muerte de esta.
Tras nacer su hija, Simone Berriau dejó Marruecos y volvió a Francia. Gracias a la familia Lyautey conoció a Rose Caron, cantante y gran amiga de Georges Clemenceau. Esta última, descubriendo la calidad de su voz de soprano, le facilita las lecciones de canto necesarias para su entrada en el Teatro Nacional de la Opéra-Comique. Tras debutar el 12 de julio de 1923 bajo el nombre de « Simone Berry » en Carmen de Georges Bizet, ella interpretó, entre otras obras, La Bohème de Giacomo Puccini, El rey de Ys de Édouard Lalo yet surtout Peleas y Melisande de Claude Debussy.
En 1934 Simone Berriau adquirió la propiedad vinícola de Mauvanne, en Hyères, donde recibió a numerosas personalidades, hombres de estado como el pachá de Marrakech Thami El Glaoui, o artistas como Charlie Chaplin, Louis Jouvet, Colette y Cécile Sorel. Más adelante fundó un complejo inmobiliario, en un principio reservado a actores, en Salins-d'Hyères: Simone Berriau-Plage.
En 1935, tras dejar el canto a causa de un problema en las cuerdas vocales, se dedicó al cine. Rodó una quincena de películas con los directores de la época, ofreciéndole Max Ophüls sus mejores papeles, que interpreta en Divine (1935) y La Tendre Ennemie (1936). Paralelamente ella fundó una productora, siendo director general de la misma Pierre Lazareff.  
A partir de 1943 asumió la dirección del Théâtre Antoine, en el Bulevar de Strasbourg de París. En dicho puesto escenificó la casi totalidad de la obra dramática de Jean-Paul Sartre. También produjo piezas de Albert Camus, Luigi Pirandello, Jean Cocteau, Harold Pinter, Arthur Miller, y otros muchos, dando además la oportunidad a jóvenes directores de escena como Peter Brook, que firmó su primer espectáculo en Francia en  1956 con La gata sobre el tejado de zinc, de Tennessee Williams.
En la década de 1960, abrió también las puertas al repertorio del teatro de boulevard, con escritores como Marcel Achard, André Roussin, Robert Lamoureux o  Françoise Dorin, en un género en el cual triunfaron intérpretes como Jacqueline Maillan, Jean Le Poulain o Maria Pacôme.
Simone Berriau falleció en 1984 en su teatro, en la víspera del espectáculo Nos premiers adieux. Fue enterrada en el Cementerio de Montmartre, en París.

## Teatro
Teatro Nacional de la Opéra-Comique
- 1923 : Carmen, de Georges Bizet
- La Bohème, de Giacomo Puccini
- La hora española, de Maurice Ravel
- El rey de Ys, de Édouard Lalo
- Madama Butterfly
- 1931 : La Rôtisserie de la reine Pédauque, de Charles Lévadé
- 1933 : Peleas y Melisande, de Claude Debussy

Directora del Teatro Antoine (1943-1984)
| - 1943 : À la gloire d'André Antoine, de Sacha Guitry - 1944 : Tess of the d'Ubervilles, de Roger-Ferdinand, a partir de la obra de Thomas Hardy - 1946 : Diez negritos, de Agatha Christie - 1946 : Muertos sin sepultura, de Jean-Paul Sartre - 1946 : La Putain respectueuse, de Jean-Paul Sartre - 1948 : Las manos sucias, de Jean-Paul Sartre - 1949 : Le Petit Café, de Tristan Bernard - 1950 : Fric-Frac, de Édouard Bourdet - 1950 : Harvey, con Fernand Gravey - 1951 : Oncle Harry, de Thomas Job, adaptación de Marcel Dubois y Jacques Feyder - 1951 : El diablo y Dios, de Jean-Paul Sartre - 1952 : Les Compagnons de la marjolaine, de Marcel Achard - 1953 : L'Heure éblouissante, de Ana Bonacci, adaptación de Henri Jeanson - 1954 : La main passe, de Georges Feydeau - 1955 : Nekrassov, de Jean-Paul Sartre - 1955 : Anastasia - 1956 : La Famille Arlequin, de Claude Santelli - 1956 : L'Ombre, de Julien Green - 1956 : La gata sobre el tejado de zinc, de Tennessee Williams - 1957 : La Famille Hernandez, de Geneviève Baïlac - 1958 : Panorama desde el puente, de Arthur Miller, adaptación de Marcel Aymé - 1959 : Los endemoniados, de Fiódor Dostoyevski, adaptación de Albert Camus - 1960 : El cero y el infinito, de Arthur Koestler - 1960 : Gigi, de Colette - 1961 : L'Idiote, de Marcel Achard - 1962 : Turlututu, de Marcel Achard - 1963 : Six hommes en question, de Frédéric Dard - 1963 : Mary-Mary - 1964 : Machin-Chouette, de Marcel Achard - 1965 : Comme un oiseau | - 1965 : Andorre, de Max Frisch - 1965 : Le Boy-friend, de Sandy Wilson, adaptación de Jean-Loup Dabadie - 1966 : Next Time I'll Sing To You, de James Saunders - 1966 : Se trouver, de Luigi Pirandello - 1967 : Rosencrantz & Guildenstern Are Dead, de Tom Stoppard - 1967 : L'Anniversaire, de Harold Pinter - 1967 : Arlequín, servidor de dos patrones, de Carlo Goldoni - 1968 : Un amour qui ne finit pas, d'André Roussin - 1968 : La Moitié du plaisir - 1968 : Trois hommes sur un cheval - 1968 : El Jardín de las delicias, de Fernando Arrabal - 1970 : Un sale égoïste, de Françoise Dorin - 1972 : Tu étais si gentil quand tu étais petit, de Jean Anouilh - 1972 : Alpha Bêta, adaptación de Marcel Moussy - 1972 : La sopera, de y con Robert Lamoureux - 1972 : Le noir te va si bien, de O'Hara, adaptación de Jean Marsan - 1973 : One Flew Over the Cuckoo's Nest, de Dale Wassermann, adaptación de Jacques Sigurd - 1974 : Le Mari, la Femme et la Mort, de André Roussin - 1974 : Le Tube, de Françoise Dorin - 1976 : Les Frères Jacques - 1976 : Les Parents terribles, de Jean Cocteau - 1977 : Je roule pour vous, de y con Raymond Devos - 1978 : Le Pont japonais, de Leonard Spigelglass, adaptación de Pierre Barillet y Jean-Pierre Grédy - 1980 : Une drôle de vie, de Brian Clark, adaptación de Éric Kahane - 1980 : Une case de vide , de y con Jacques Martin - 1980 : Ta bouche, de Yves Mirande, - 1980 : Potiche, de Pierre Barillet y Jean-Pierre Grédy - 1982 : Coup de soleil, de Marcel Mithois - 1984 : Rire à pleurer, de y con Rufus - 1984 : Hamlet de Jules Laforgue - 1984 : Nos premiers adieux, de y con Roger Pierre y Jean-Marc Thibault |

## Filmografía
- 1933 : Ciboulette, de Claude Autant-Lara
- 1934 : Itto, de Jean-Benoît Lévy y Marie Epstein
- 1935 : Divine, de Max Ophüls
- 1936 : À nous deux, madame la vie, de Yves Mirande y René Guissart
- 1936 : La tendre ennemie, de Max Ophüls
- 1938 : Café de Paris, de Yves Mirande y Georges Lacombe
- 1939 :  Derrière la façade, de Yves Mirande y Georges Lacombe
- 1940 : Elles étaient douze femmes, de Georges Lacombe
- 1940 : Moulin Rouge, de André Hugon
- 1940 : Paris-New York, de Yves Mirande
- 1941 : L’An 40 de Fernand Rivers
- 1942 : La femme que j'ai le plus aimée, de Robert Vernay
- 1942 : Les Petits Riens, de Raymond Leboursier
- 1942 : Soyez les bienvenus, de Jacques de Baroncelli
- 1951 : Les mains sales, de Fernand Rivers

## Distinciones
- Orden del Mérito Agrícola por su trabajo en su propiedad vinícola
- Legión de Honor